# 农南路
农南路，是中國上海市闵行区七宝镇东南部的一条城市次干道，道路初辟建于1997年。因其规划路径经过原上海农学院南侧，故得名。道路原名为七中路。现今，其道路东起环西一大道，西迄七莘路。长600米，路面宽16米，车行道宽10米，路两边各有3米宽人行道，混凝土路面。

## 道路延伸

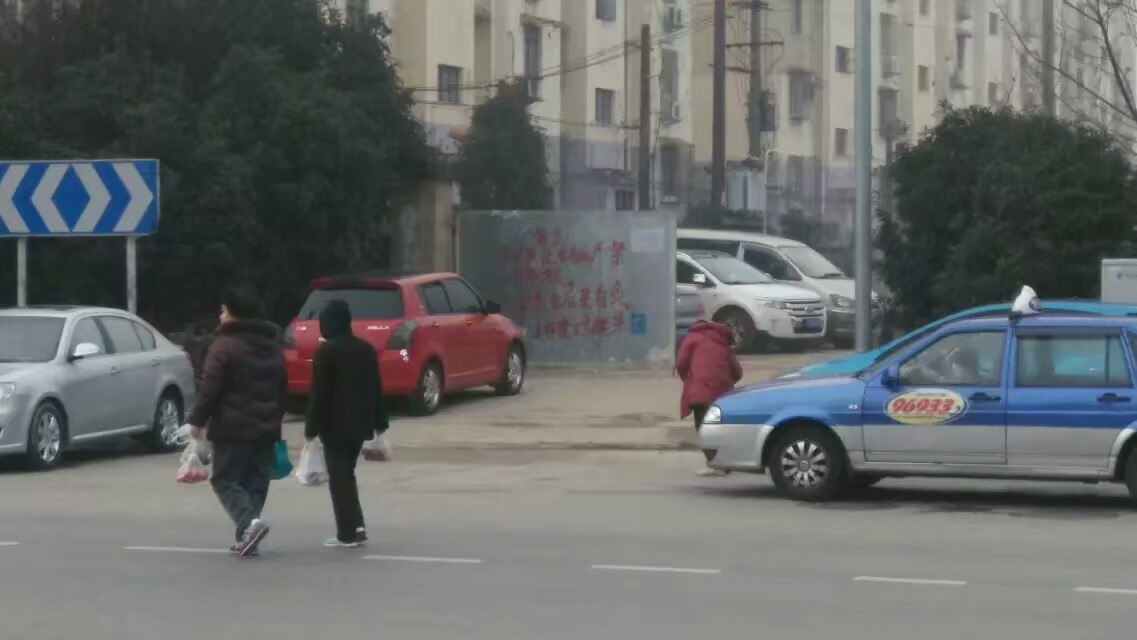
农南路延伸工程工地（新镇路一侧），原通往上海交通大学七宝校区的教学农场。

目前，道路仅有新镇路到外环线一段。据规划，道路应延伸到七莘路、对接华茂路:6（图1），以纾解因为新镇路沿线学校过多，学生客流过大而附近东西向道路缺乏造成的巨大车流压力。
2014年4月1日，闵行区七宝镇农南路（新镇路-七莘路）道路新建工程进行了环境影响评价第一次公示；同月17日进行了第二次公示。据报告书，延伸道路长度721.6米（后更新为637.8米），设计时速30 km/h，双向三车道，红线宽度24米，其中车行道部分17米，原本计划在2014年9月开工、2015年3月完工。
2015年4月，中共闵行区区委常委、副区长于勇，和闵行区交通委主任陈福明，上海市公安局交通警察大队闵行区交警支队副支队长舒迟做客上海交通广播《有请发言人》节目直播。相关负责人表示，闵行区正在加紧进行方案规划，将包括农南路在内的57条断头路纳入三年计划内，尽快打通。
2016年12月28日，闵行区举行第五十一次区长在线办公。针对居民关心农南路延伸工程何时开工的疑问，区长表示农南路已完成规划，动迁工作正在进行中。而该项工程已列为七宝镇2017年实事工程，并被安排2017年6月开工，预计到2017年底完成30%工程量。

## 沿线主要单位[9]
- 22号（原七中路1号）：上海市七宝中学、原上海市文来中学高中部
- 66号（原七中路1号）：上海市文来中学初中部
- 55号：闵行体育公园3号门
- 临112号：七宝镇计生办
- 宝仪新村（后门）

## 相交道路[9]
现有路段
- 新镇路
- 环西一大道辅路

未来发展:6（图1）
- 农谊路
- 七莘路

## 道路阻塞
农南路及新镇路等道路由于学生客流集中，交通压力一向较大。2015年4月17日，《新民晚报》报导称，农南路每到放学晚高峰，因接送客流大而家长随意停车，道路两侧的车辆绵延上百米，导致道路与停车场无异。又据2015年4月24日《闵行报》称有不少市民向报社反映，农南路在早晚高峰经常出现拥堵的状况；而拥堵最为严重的时候，农南路由东向西的两条车道两侧全都停满车辆，中间只留下一辆机动车可以通过的宽度。据闵行区市政工程管理署向新民晚报社记者的解释，农南路是一条断头路，所以导致交通压力大，车子“出不去”。而闵行区有关部门表示，道路将被延伸以缓解拥挤，也希望家长能够有序停车，维持良好秩序。